# Benjamin (Bibel)

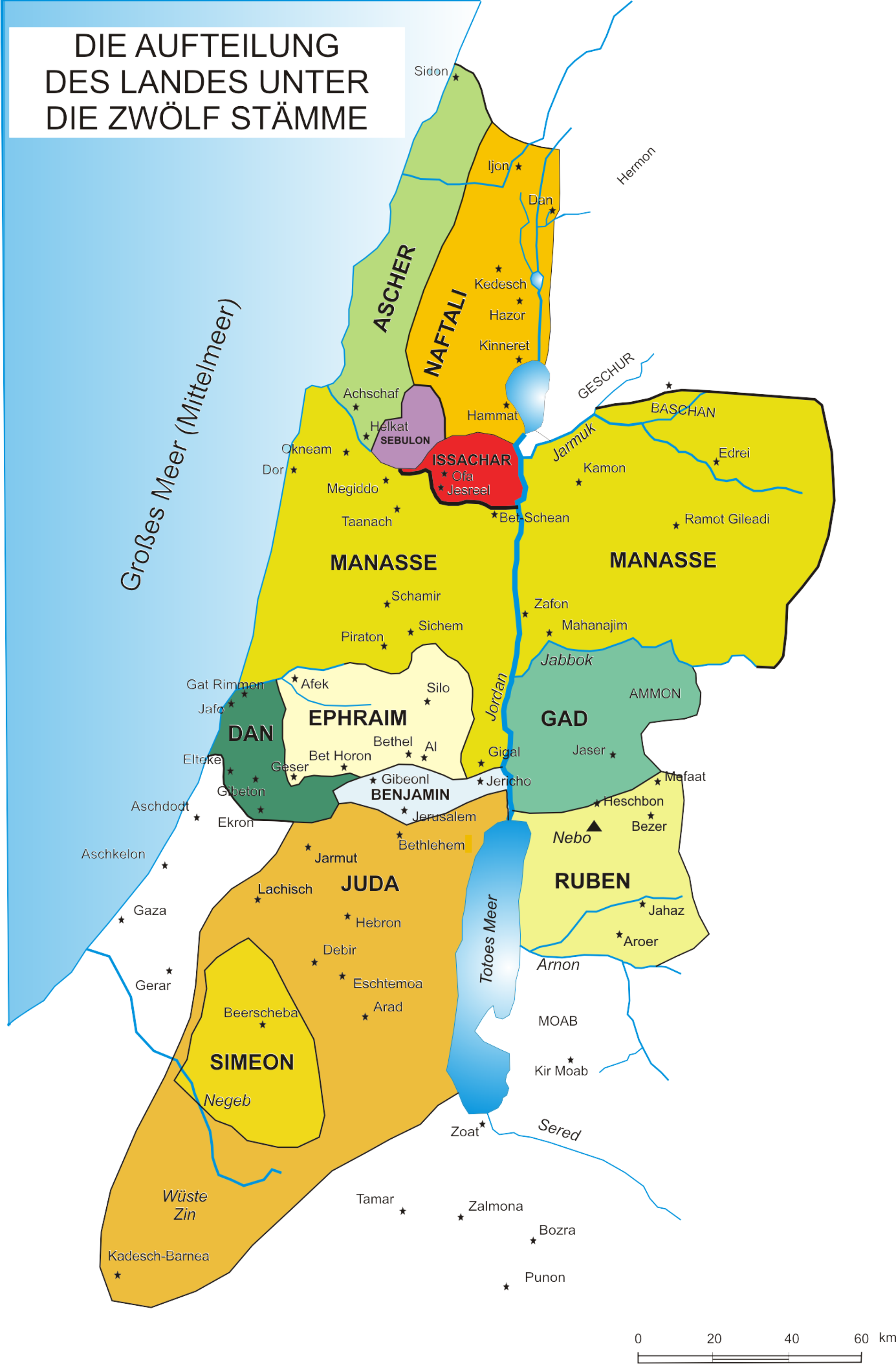
Die 12 Stämme Israels

Benjamin (hebräisch בִּנְיָמִין) ist nach dem Alten Testament der jüngste Sohn des Patriarchen Jakob und seiner Lieblingsfrau Rahel.

## Überlieferung nach der Bibel

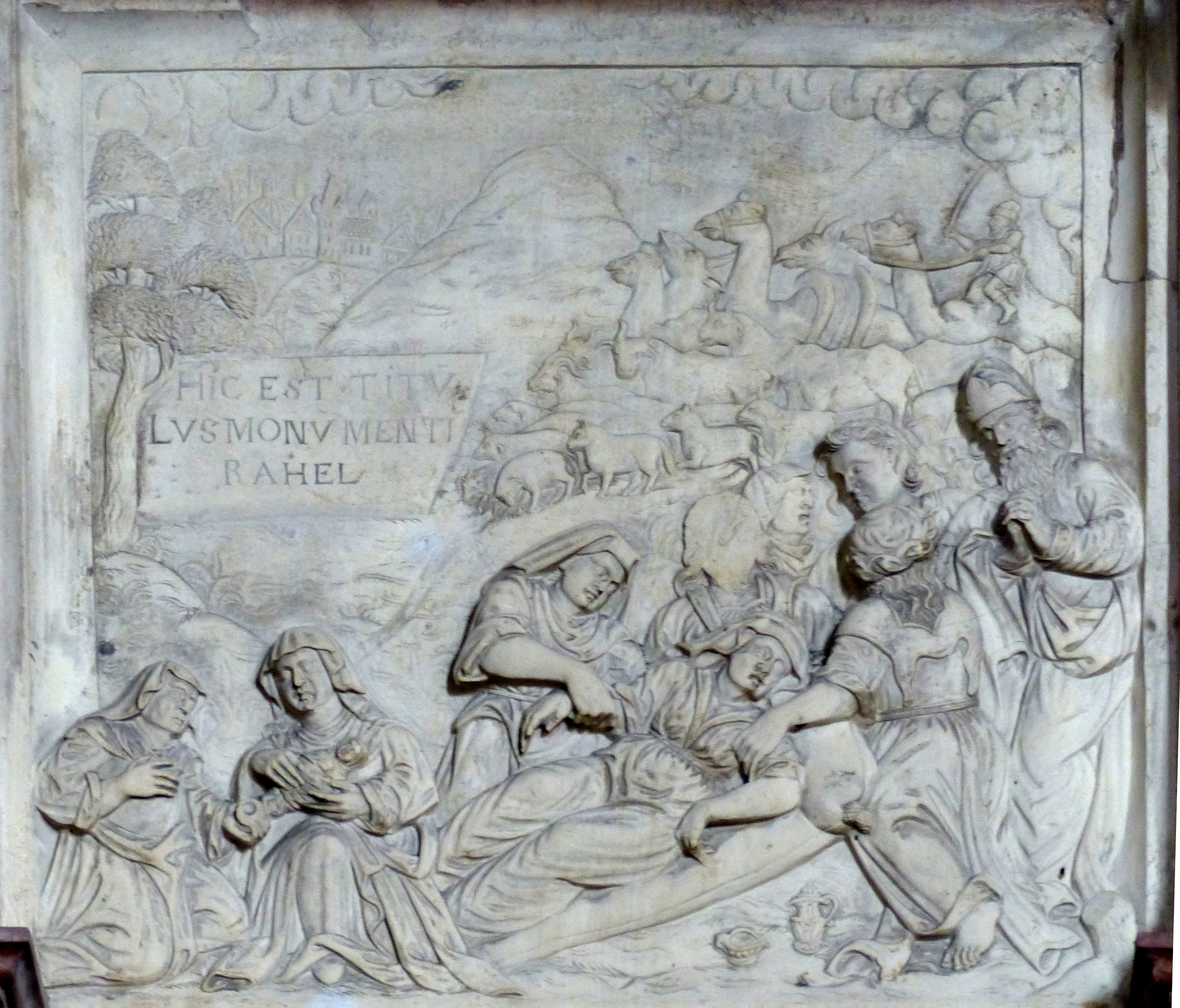
Geburt Benjamins

Benjamin wird auf der Straße nach Efrata (heutiges Betlehem) in einem Zelt geboren. Seine Mutter Rahel stirbt bei der Geburt. Kurz vor ihrem Tod schlägt sie als Namen für das Kind Ben-Oni, „Sohn der Klage“ oder „Sohn meiner Lebenskraft“, vor. Doch Jakob nennt seinen Sohn Benjamin, wörtlich „Sohn des Südens“, weiterführend „Sohn der rechten Seite“, was zur freien Übersetzung „der besonders Geehrte“ oder „der geliebte Sohn“ führt.
Benjamin ist 9 bis 10 Jahre jünger als sein nächstältester Bruder, Josef, der gleichzeitig der einzige seiner 11 Geschwister ist, der dieselbe Mutter hat. Seine anderen Brüder (Halbbrüder) sind bereits erwachsene Männer.
Als Benjamin etwa 8 Jahre alt ist, wird Josef – nach falscher Aussage seiner älteren Halbbrüder – „von einem wilden Tier getötet“. Als etwa zwanzig Jahre später eine schwere Hungersnot ausbricht, schickt Jakob seine Söhne nach Ägypten, da hier ein Mann herrscht, der Korn verkauft. Bei ihrer Rückkehr fehlt jedoch Simeon. Die Brüder erzählen, dass der Fremde, ein Mann mit dem Namen Zafenat-Paneach, sie aufgefordert habe, ihren jüngsten Bruder Benjamin nach Ägypten mitzubringen, da er sie sonst als Spione ansähe und sie den Tod zu fürchten hätten. Jakob weigert sich zunächst, Benjamin ziehen zu lassen, da er nach Josef nicht noch einen Sohn verlieren will. Doch die Hungersnot wird schlimmer, und er weiß, dass Ägypten die einzige Rettung ist. Also lässt er Benjamin ziehen. Hier treffen die Brüder Simeon wieder, und Benjamin lernt Zafenat-Paneach kennen. Überrascht müssen die Brüder feststellen, dass der Herrscher sie in seinem Haus aufnimmt und sie königlich bewirtet. Als die Brüder wieder zurückreisen, erscheint kurz hinter der Stadtgrenze der Hausverwalter von Zafenat-Paneach und beschuldigt sie, seinen Herrn bestohlen zu haben. Die Brüder tun dies als Missverständnis ab und bieten an, der Hausverwalter solle den Dieb töten lassen und die übrigen Brüder zu Sklaven machen, sollten sie schuldig sein. Der Reihe nach durchsucht der Hausverwalter die Säcke der Brüder und findet in Benjamins Sack schließlich den silbernen Becher seines Herrn. Die Brüder werden zu Zafenat-Paneach gebracht, der allen die Freiheit schenkt, aber Benjamin versklaven will. Doch Juda, einer der Brüder, setzt sich leidenschaftlich für Benjamin ein und bietet sich selbst als Sklave an Benjamins Stelle an. Nun wird Zafenat-Paneach gerührt, weil er merkt, dass sich seine Brüder geändert haben, und gibt sich ihnen zu erkennen. Er sei Josef, den sie vor Jahren in die Sklaverei verkauft hätten. Sie brauchten keine Angst zu haben und sollten auch ihren Vater nach Ägypten holen. Er beschenkt jeden von ihnen, besonders Benjamin, der 300 Silberstücke und fünf Feierkleider erhält. Benjamin zieht also mit seinen Brüdern und seiner Familie nach Ägypten.

Benjamin hat insgesamt zehn Söhne: Bela, Becher, Aschbel, Gera, Naaman, Ehi, Rosch, Muppim, Huppim und Ard. Kurz vor dem Tod seines Vaters segnet Jakob seine Söhne. Über Benjamin sagt er: 

„Benjamin ist ein reißender Wolf; des Morgens wird er Raub fressen und des Abends wird er Beute austeilen!“

Benjamin verstirbt in Ägypten. Er gilt mit seinen Söhnen als der Begründer des Stammes Benjamin. Nur knapp 200 Jahre später hat die Anzahl der Benjaminiter 45.600 betragen (Num 26,41 ).
Historisch nicht eindeutig geklärt ist die Frage, ob der Stamm Benjamin bei der Teilung des Königreiches Israel, nach dem Tod König Salomos im Jahr 926 v. Chr., mit den Nordstämmen die Trennung vom Königreich Juda vollzogen hat oder nicht. Nach 1 Kön 11,35  gingen nur zehn Stämme in die Sezession; dabei könnte aber von nur elf Stämmen Israels ausgegangen sein, da der Stamm Levi landlos war. Nach 1 Kön 12,21  widersetzte sich Benjamin zusammen mit Juda der Aufteilung. Auf jeden Fall blieb das benjaminitische Gebiet zwischen Nord- und Südreich umstritten (1 Kön 15,16ff ). Benjamin wird mit Juda in Esr 1,5  u. ö. unter den Heimkehrern aus dem babylonischen Exil erwähnt und dürfte daher auch zuvor zum Königreich Juda gehört haben.

## Benjamin in der Moderne
„Der Benjamin sein“ bezeichnet den Jüngsten einer Gruppe. Das Zitat bezieht sich auf die biblische Überlieferung, dass Benjamin Jakobs jüngster Sohn war.
In der Bibelverfilmung Die Bibel – Josef von 1995 verkörperte der Brite Jamie Glover Benjamin. Den achtjährigen Benjamin stellte der Jungschauspieler Brett Warren dar.

## Namenstag
Der Namenstag des Heiligen Stammvater Benjamin ist der 19. Dezember.